# ユーリ阿久井政悟
ユーリ阿久井 政悟（ユーリあくい せいご、1995年9月3日
 - ）は、日本のプロボクサー。岡山県倉敷市出身。倉敷守安ボクシングジム所属。元WBA世界フライ級王者。

## 人物
リングネームの「ユーリ」は先輩から「顔が元世界王者勇利アルバチャコフに似ている」と言われたことをジム会長に話したことでつけられた。
大学卒業後、天満屋グループの警備会社に入社し、世界王座獲得後も警備の仕事を続けている。

## 来歴
中学1年生まではサッカーをやっていたが、元プロボクサーの父、叔父の影響でボクシングを始めた。倉敷翠松高校進学後、2・3年時には国体8強に入り、2年時には後の世界王者田中恒成と対戦経験がある。2014年に環太平洋大学に進学。
2014年4月20日、神戸サンボーホールで末吉悠生とライトフライ級4回戦で対戦し、4回3-0（40-36×3）の勝ちを収めデビュー戦を白星で飾った。
2015年12月20日、西日本ライトフライ級新人王として、東軍代表細谷大希を相手に5回3-0（48-47×2、49-47）判定勝ちを収めて全日本新人王を獲得した。
2017年8月23日、後楽園ホールで中谷潤人と初代日本フライ級ユース王座決定トーナメント決勝戦を行い、6回2分1秒TKO負けを喫してプロ初黒星となった。
2018年10月28日、サントピア岡山総社でWBA世界フライ級11位ジェセイバー・アブシードと対戦し、8回2分17秒TKO負けを喫した。
2019年4月28日、サントピア岡山総社で2018年全日本フライ級新人王で日本フライ級16位の湊義生と対戦し、1回2分45秒TKO勝ちを収めて再起に成功。
2019年10月27日、浅口市天草公園体育館で中谷が返上した日本フライ級王座決定戦で小坂駿と対戦し、1回2分16秒TKO勝ちを収め、王座を獲得した。岡山出身のジムからは、所属ジムの会長である守安竜也以来である。
2020年10月18日、浅口市立天草公園体育館で日本フライ級1位の指名挑戦者である藤北誠也と対戦し、10回3-0（99-91、98-92、97-93）で判定勝ちを収め、初防衛に成功した。
2021年7月21日、後楽園ホールで日本フライ級6位の桑原拓と対戦し、10回2分49秒TKO勝ちを収め2度目の防衛に成功した。
2022年2月27日、サントピア岡山総社にて日本フライ級1位で元日本フライ級王者の粉川拓也と対戦し、10回3-0（100-90×3）判定勝ちを収め、3度目の防衛に成功した。
2023年1月4日付で日本フライ級王座返上。
2023年2月4日、後楽園ホールで世界前哨戦としてジェイソン・バイソンと対戦し、10回3-0（100-90×3）の判定勝ちを収めた。

### 世界王座獲得
2024年1月23日、エディオンアリーナ大阪にて、無敗のWBA世界フライ級王者アルテム・ダラキアンに挑戦し、12回3-0（116-112、119-109、117-111）の判定勝ちでダラキアンに初黒星をつけ王座獲得に成功。倉敷守安ジム、ひいては岡山県内のジム所属選手としては男女通じて史上初の世界王者となった。
2024年5月6日、東京ドームで行われた井上尚弥 対 ルイス・ネリ戦の前座にて、WBA世界フライ級3位の桑原拓を相手にWBA世界フライ級タイトルマッチ12回戦を行い、12回判定3-0（117-111×2、118-110）の判定勝ちで再戦を制し、初防衛に成功した。
2024年10月13日、有明アリーナで行われた井上拓真対堤聖也の前座にて、WBA世界フライ級タイトルマッチ12回戦を行い、元WBOアジアパシフィックフライ級王者でWBA同級15位のタナンチャイ・チャルンパックと対戦。12回判定2-1（115-113、113-115、117-111）の僅差判定勝ちで2度目の防衛に成功した。
2025年3月13日、WBA・WBC世界フライ級王座統一戦でWBC世界同級王者寺地拳四朗と対戦し、12回1分31秒TKO負けで王座から陥落、2団体統一ならず。

## 戦績
- アマチュアボクシング：27戦 20勝 7敗
- プロボクシング：25戦 21勝 (11KO) 3敗 1分

| 戦           | 日付           | 勝敗 | 時間     | 内容    | 対戦相手                         | 国籍       | 備考                                                  |
| ------------ | -------------- | ---- | -------- | ------- | -------------------------------- | ---------- | ----------------------------------------------------- |
| 1            | 2014年4月20日  | ☆    | 4R       | 判定3-0 | 末吉悠生(千里馬神戸)             | 日本       | プロデビュー戦 2014年度西日本ライトフライ級新人王予選 |
| 2            | 2014年9月14日  | ☆    | 4R       | 判定3-0 | 武藤通隆（勝輝）                 | 日本       | 2014年度西日本ライトフライ級新人王決勝戦              |
| 3            | 2014年11月9日  | △    | 4R       | 判定1-1 | 荻堂盛太（平仲BS）               | 日本       | 2014年度ライトフライ級新人王戦西軍代表決定戦          |
| 4            | 2015年7月19日  | ☆    | 1R 1:40  | TKO     | 菖蒲瑠香(渥美)                   | 日本       | 2015年度西日本ライトフライ級新人王予選                |
| 5            | 2015年9月27日  | ☆    | 1R 2:42  | KO      | 香美の子岡村ケントキッド（六島） | 日本       | 2015年度西日本ライトフライ級新人王決勝戦              |
| 6            | 2015年11月15日 | ☆    | 4R       | 判定3-0 | 大城信博（琉球）                 | 日本       | 2015年度ライトフライ級新人王戦西軍代表決定戦          |
| 7            | 2015年12月20日 | ☆    | 5R       | 判定3-0 | 細谷大希 (角海老宝石)            | 日本       | 2015年度全日本ライトフライ級新人王決勝戦              |
| 8            | 2016年4月3日   | ☆    | 1R 0:45  | KO      | 山地秀明（広拳）                 | 日本       |                                                       |
| 9            | 2016年10月2日  | ☆    | 3R 1:30  | TKO     | 内野々大叶(ウエスタン延岡)       | 日本       |                                                       |
| 10           | 2016年12月3日  | ☆    | 1R 2:03  | TKO     | 大野兼資（帝拳）                 | 日本       |                                                       |
| 11           | 2017年4月16日  | ☆    | 1R 0:31  | KO      | スターボール・トーシリトゥーム   | タイ       |                                                       |
| 12           | 2017年5月16日  | ☆    | 1R 1:33  | TKO     | 大保龍斗 (横浜さくら)            | 日本       | 初代日本フライ級ユース王座決定トーナメント準決勝      |
| 13           | 2017年8月23日  | ★    | 6R 2:01  | TKO     | 中谷潤人（M.T）                  | 日本       | 初代日本フライ級ユース王座決定トーナメント決勝戦      |
| 14           | 2018年4月8日   | ☆    | 1R 1:32  | TKO     | 矢吹正道（緑）                   | 日本       |                                                       |
| 15           | 2018年10月28日 | ★    | 8R 2:17  | TKO     | ジェイセバー・アブシード         | フィリピン |                                                       |
| 16           | 2019年4月28日  | ☆    | 1R 2:45  | TKO     | 湊義生（JM加古川）               | 日本       |                                                       |
| 17           | 2019年10月27日 | ☆    | 1R 2:16  | TKO     | 小坂駿（真正）                   | 日本       | 日本フライ級王座決定戦                                |
| 18           | 2020年10月18日 | ☆    | 10R      | 判定3-0 | 藤北誠也（三迫）                 | 日本       | 日本防衛1                                             |
| 19           | 2021年7月21日  | ☆    | 10R 2:49 | KO      | 桑原拓（大橋）                   | 日本       | 日本防衛2                                             |
| 20           | 2022年2月27日  | ☆    | 10R      | 判定3-0 | 粉川拓也（角海老宝石）           | 日本       | 日本防衛3                                             |
| 21           | 2023年2月4日   | ☆    | 10R      | 判定3-0 | ジェイソン・バイソン             | フィリピン |                                                       |
| 22           | 2024年1月23日  | ☆    | 12R      | 判定3-0 | アルテム・ダラキアン             | ウクライナ | WBA世界フライ級タイトルマッチ                         |
| 23           | 2024年5月6日   | ☆    | 12R      | 判定3-0 | 桑原拓（大橋）                   | 日本       | WBA防衛1                                              |
| 24           | 2024年10月13日 | ☆    | 12R      | 判定2-1 | タナンチャイ・チャルンパック     | タイ       | WBA防衛2                                              |
| 25           | 2025年3月13日  | ★    | 12R 1:31 | TKO     | 寺地拳四朗（B.M.B）              | 日本       | WBA・WBC世界フライ級王座統一戦 WBA陥落                |
| テンプレート |                |      |          |         |                                  |            |                                                       |

## 獲得タイトル
- 2014年度西日本ライトフライ級新人王
- 2015年度全日本ライトフライ級新人王
- 第58代日本フライ級王座（防衛3=返上）
- WBA世界フライ級王座（防衛2）